# Roseanna McCoy
Pour plus de détails, voir Fiche technique et Distribution.
Roseanna McCoy est un film américain réalisé par Irving Reis et Nicholas Ray (non crédité) et sorti en 1949.

## Fiche technique
- Réalisation : Irving Reis et Nicholas Ray (non crédité)
- Scénario : John Collier d'après un roman d'Alberta Hannum
- Producteur : Samuel Goldwyn
- Photographie : Lee Garmes
- Musique : David Buttolph
- Montage : Daniel Mandell
- Genre : Film dramatique
- Durée : 100 minutes
- Dates de sortie:  18 août 1949

## Distribution
- Farley Granger : Johnse Hatfield
- Joan Evans : Roseanna McCoy
- Charles Bickford : Devil Anse Hatfield
- Raymond Massey : Randolph McCoy (en) âgé
- Richard Basehart : Mounts Hatfield
- Marshall Thompson : Tolbert McCoy
- Lloyd Gough : Phamer McCoy
- Peter Miles : Randall McCoy jeune
- Arthur Franz : Thad Wilkins
- Hope Emerson : Levisa Hatfield
- Gigi Perreau : Allifair McCoy
- Aline MacMahon : Sarie McCoy
- Frank Ferguson : Ellison Hatfield
- Elisabeth Fraser : Bess McCoy
- Almira Sessions : Cousine Zinny
- Gertrude Hoffmann : Vieille dame